# Yun Kihyeon
Yun Kihyeon (né le 19 septembre 1942) est un joueur de go professionnel en Corée du Sud.

## Biographie
Yun Kihyeon est devenu professionnel en 1959, puis 9e dan en 1987. Il est parvenu en finale de nombreux titres, mais n'a réussi à remporter que le Guksu, en 1971 et 1972.

## Titres
| Titre | Années     |
| ----- | ---------- |
| Guksu | 1971, 1972 |
| Total | 2          |